# Thompsons
Thompsons – miasto w Stanach Zjednoczonych, w stanie Teksas, w hrabstwie Fort Bend.